# Helius (Helius) medleri
Helius (Helius) medleri is een tweevleugelige uit de familie steltmuggen (Limoniidae). De soort komt voor in het Afrotropisch gebied.